# Saivojärvi (Pajala socken, Norrbotten, 755740-180927)
Saivojärvi är en sjö i Pajala kommun i Norrbotten och ingår i Torneälvens huvudavrinningsområde. Sjön har en area på 0,0654 kvadratkilometer och ligger 259 meter över havet.

## Delavrinningsområde
Saivojärvi ingår i det delavrinningsområde (755627-180799) som SMHI kallar för Inloppet i Merasjärvi. Medelhöjden är 297 meter över havet och ytan är 29,92 kvadratkilometer. Räknas de 13 avrinningsområdena uppströms in blir den ackumulerade arean 396,73 kvadratkilometer. Merasjoki som avvattnar avrinningsområdet har biflödesordning 3, vilket innebär att vattnet flödar genom totalt 3 vattendrag innan det når havet efter 329 kilometer. Avrinningsområdet består mestadels av skog (76 procent) och sankmarker (23 procent). Avrinningsområdet har 0,14 kvadratkilometer vattenytor vilket ger det en sjöprocent på 0,5 procent.